# Honda Insight
Honda Insight je hibridni automobil japanskog proizvođača automobila Honda. 
Prva generacija počela se proizvoditi 2000. godine, no za razliku od izravnog suparnika, Toyote Prius, nije zabilježila veći uspjeh (samo 18.000 prodanih primjeraka) pa je proizvodnja prestala 2006. bez nasljednika. Automobil je bio pokretan kombinacijom motora s unutarnjim izgaranjem (jednolitreni motor s tri cilindra i 71 KS) i elektromotora snage 10 kW. Proizvodio se u Hondinoj tvornici u japanskoj Suzuki.
Druga generacija je predstavljena kao koncept na pariškom sajmu automobila u jesen 2008. godine, dok je proizvodnja u japanskoj Suzuki krenula s prvim danima 2009. godine. Prodaja u Europi kreće sredinom iste godine. Novu izvedbu pokreće benzinski motor od 1,4 litre obujma u kombinaciji s električnim, a ukombinirani su s bezstupanjskim CVT mjenjačem.
- Prva generacija Honde Insight.
- Druga generacija Honde Insight.
- Druga generacija Honda Insight interijera.